# 北見市上下水道局
北見市上下水道局（きたみしじょうげすいどうきょく）は北海道北見市の上下水道を運営する公営企業である。本項では平成の大合併で北見市と合併した留辺蘂町、端野町、常呂町の上下水道についても記載する。

## 概要
北見市中ノ島町に位置し、北見市の上下水道事業を行っている。かつては北見市企業局、北見市下水道課に分かれていた。

## 歴史

### 旧北見市
泥炭地の野付牛町は井戸を掘っても赤茶けた金気水しか出なかったため飲料水の確保に悩まされていた。そのため1928年（昭和3年）3月に当時の町長荻丹栄を中心として翌年度の予算案の中に上水道の調査、下水道の敷設などが組み込まれた。しかしこれは実現しなかったことから住民は小区域ごとに私設の水道組合を設立して飲料水を確保した。また、飲料水を販売する業者も存在していた。
野付牛町が単独で市制を敷き、北見市となったころには市街地の人口も増えており、上下水道の整備が急務となったことから、1950年（昭和25年）3月に市議会で水道の敷設が可決され、8月に認可を申請、12月に認可された。1951年（昭和26年）7月15日に着工され1952年（昭和27年）12月に給水を開始する。その後急速に水道網を拡大、下水道も1963年（昭和37年）に処理が開始されている。

### 留辺蘂町
同様に飲料水の確保に苦労していた留辺蘂町では1961年（昭和35年）に認可を得て、翌1962年（昭和36年）6月から水道の敷設を開始した。同年10月に温根湯地区で、1964年（昭和38年）1月には留辺蘂地区でも一部給水を開始し、1965年（昭和39年）には留辺蘂市街での給水を開始した。1979年（昭和54年）2月には留辺蘂地区の下水道事業に着手、1989年（平成元年）に処理を開始している。

### 端野町
端野町では昭和30年代に複数の私設水道組合が設立された。端野村一区は1912年（明治45年）に発生した腸チフスによって全滅の危機にさらされた。そのため1958年（昭和33年）に福泉水道組合が設立され、12月2日より給水を開始した。同年7月には一級水道組合が、同年秋には第四組養老地区で第四組養老水道組合が、1960年（昭和35年）には第二組で第二組水道組合がそれぞれ設立され、給水を行った。1968年（昭和42年）12月には端野町が北見市水道より分水を受け、町による水道給水が開始される。また、1991年（平成3年）には緋牛内地区に簡易水道の給水が開始されている。1992年（平成4年）には端野地区の下水道事業が着手され、1995年（平成7年）に処理を開始している。

### 常呂町
常呂町では1953年（昭和28年）5月に水道部を設立し、給水を行っている。以前は地下水を水源としていたものの塩分が含まれるなど水質に問題があったため、簡易水道の水源を1977年（昭和52年）より隈川に変更し、水道水の質、量ともに改善された。1992年（平成4年）には常呂地区の下水道事業に着手し、1995年（平成7年）に処理を開始している。

### 平成の大合併後
北見市は平成の大合併で留辺蘂町、端野町、常呂町と合併したことで道内最大の面積を有する自治体となった。これにより各自治体の水道事業は合併され、管路の総延長は上下水道合わせて約2,400kmにも及んでいる。長大な管路網は北見市の財政を圧迫する要因のひとつとなっている。

## 沿革

### 旧北見市
- 1950年（昭和25年）3月 - 北見市議会で上水道の建設が可決される[8]。
- 1951年（昭和26年）7月15日 - 着工[6][7]。
- 1952年（昭和27年）12月 - 無加川からの伏流水を原水として塩素減菌を行い、給水を開始する[6][8]。
- 1953年（昭和28年）上常呂に簡易水道が敷設される[6][7]。
- 1956年（昭和31年） - 高栄浄水場の建設が開始される[8]。
- 1963年（昭和37年） - 北見市中心部の下水処理が開始される[3][6]。
- 1964年（昭和38年）7月 - 相内地区簡易水道が起工[8]。
  - 同年12月 - 相内地区簡易水道が給水を開始する[8]。
- 1966年（昭和40年） - 北上浄水場の建設工事を着工[8]。
- 1967年（昭和41年） - 北上浄水場が完成[8]。
- 1968年（昭和42年） - 鉄南地区の下水処理が開始される[6]。
  - 同年12月 - 端野町への分水を開始する[6][9]。
- 1970年（昭和44年） - 北進地区、とん田、中ノ島地区の下水処理が開始される[6]。
- 1973年（昭和47年）3月 - 東相内簡易水道が認可される[8]。
- 1974年（昭和48年） - 美山地区の下水処理が開始される[6]。
  - 同年3月 - 広郷浄水場の建設工事を着工[8]。
- 1975年（昭和49年） - 若葉地区の下水処理が開始される[6]。
- 1976年（昭和50年） - 北光地区の下水処理が開始される[6]。
  - 同年6月 - 広郷浄水場が完成[8]。
  - 同年8月 - 高栄浄水場を廃止[8]。
- 1977年（昭和51年） - 西富、栄町地区の下水処理が開始される[6]。
  - 同年2月 - 上ところ簡易水道を上水道に統合[8]。
- 1978年（昭和52年） - 高栄、緑ヶ丘地区、小泉地区の下水処理が開始される[6]。
  - 同年5月 - 北上浄水場を廃止[8]。
- 1979年（昭和53年） - 大正地区の下水処理が開始される[6]。
- 1980年（昭和55年） - 相内、東相内簡易水道が廃止され、北見市上水道からの供給が開始される[6]。
- 1981年（昭和56年）1月 - 相内浄水場を休止[8]。
- 1983年（昭和58年） - 三輪地区の下水処理が開始される[6]。
- 1986年（昭和61年） - 北上、上ところ地区の下水処理が開始される[6]。
- 1987年（昭和62年） - 川東地区、東相内地区、曙地区の下水処理が開始される[6]。
- 1988年（昭和63年） - 相内地区の下水処理が開始される[6]。
- 1994年（平成6年） - 若松地区の下水処理が開始される[6]。
- 1997年（平成9年） - モイワ地区の下水処理が開始される[6]。
- 1998年（平成10年） - 豊田地区の下水処理が開始される[6]。
  - 同年4月 - 本沢浄水場を休止[8]。
- 2000年（平成12年） - ひかり野地区の下水処理が開始される[6]。

### 旧留辺蘂町
- 1961年（昭和35年）6月 - 温根湯簡易水道が事業認可される[12]。
  - 同年12月 - 留辺蘂地区上水道が事業認可される[12]。
- 1962年（昭和36年）10月 - 温根湯温泉地区の給水が開始される[12]。
- 1964年（昭和38年） - 留辺蘂地区給水開始[12]。
- 1978年（昭和52年）6月 - 滝の湯簡易水道が事業認可される[12]。
- 1979年（昭和53年） - 滝の湯上水道が完成し、滝の湯地区に水道の供給が開始される[12]。
- 2003年（平成15年）5月 - 瑞穂地区簡易水道事業が認可される[12]。
- 2006年（平成18年）2月 - 瑞穂浄水場が完成し、瑞穂地区に水道の供給が開始される[12]。
- 1989年（平成元年）10月1日 - 留辺蘂町下水道管理センターが供用を開始し、留辺蘂、温根湯温泉地区の下水処理が開始される[6][13]。

### 旧端野町
- 1968年（昭和42年）12月 - 端野町が北見市より浄水の分譲を受け給水を開始[6][9]。
- 1991年（平成3年） - 緋牛内地区簡易水道の給水を開始[6]。
- 1995年（平成7年） - 端野地区の下水処理を開始[6]。
- 2002年（平成13年） - 大和、仁頃地区の下水処理を開始[6]。
- 2006年（平成18年） - 協和地区簡易水道が完成し、協和地区に水道の供給が開始される[6]。

### 旧常呂町
- 1953年（昭和28年）5月 - 水道部を設立[2]。
- 1977年（昭和52年）1月17日 - 吉野浄水場が通水を開始[10]。
- 1991年（平成3年） - 栄浦地区の下水処理を開始[6]。
- 1995年（平成7年）12月 - 常呂地区の下水処理を開始[6][14]。

### 新北見市発足後
- 2006年（平成18年）3月5日 - 北見市、留辺蘂町、端野町、常呂町が合併し、（新）北見市が誕生。各町の上下水道も一本化される[6]。
  - 同年 - 川向・一区・忠志地区簡易水道が完成し、各地区に水道の供給が開始される[6]。
- 2007年（平成19年） - 北見市、端野町、留辺蘂町、置戸町が下水道施設の共有化を目的として建設した北見地区スクラムミックスセンターが完成、処理を開始[6]。
  - 同年6月および7月 - 広郷浄水場の水源である常呂川の濁水によって浄水が不能となり、大規模断水が発生する[6]。
- 2022年（令和4年）10月5日 - 端野町下水道管理センターを廃止、北見市浄化センターに統合する[15]。

## 設備

### 浄水場
- 広郷浄水場[6]

- 金華浄水場[6]
- 温根湯温泉浄水場[6]
- 大和浄水場[16]
- 瑞穂浄水場[6]

- 協和浄水場[6]

- 吉野浄水場[6]
- 4号井浄水場[6]

### 下水処理場
- 北見市浄化センター[6]

- 留辺蘂町下水道管理センター[6]

- 常呂終末処理場[6]
- 栄浦終末処理場[6]